# Ninni Holmqvist
Inger Ninni Marianne Holmqvist, née le 24 juin 1958 à Lund, est une écrivaine de science-fiction et traductrice suédoise. Elle est connue pour le roman dystopique L'Unité, pour lequel elle a reçu le prix Ludvig-Nordström 2010.

## Biographie
Ninni Holmqvist grandit à Malmö, dans le Sud de la Suède. Elle exerce diverses professions avant de se décider à écrire. Elle suit des cours d'écriture dans les centres d'éducation pour adultes de Skurup et sur l'île de Biskops-Arnö près de Håbo et à l'université de Göteborg. Elle vit et travaille à Katslösa dans la municipalité de Skurup.

## Œuvre
Son premier livre publié est un recueil de nouvelles sorti en 1995 sous le titre Kostym par le groupe d'édition de Stockholm Nordstedts. Son premier roman, est publié par Nordstedts en 1999 sous le titre Något av bestående karaktär, et est traduit (comme Die Verfuhrten) en 2004 en allemand chez Suhrkamp. 
Son roman dystopique Enhet, publié en Suède en 2006, a été traduit en plusieurs langues : en norvégien en 2007 chez Damm alt Enheten, en  néerlandais en 2007 chez Anthos sous le titre de De eenheid, en anglais en 2008 chez Other Press sous le titre The Unit, en allemand 2008 chez Fahrenheit-Verlag, en Russie en 2010 chez Rippol Classic sous le titre биологический материал, et en français avec le titre L'Unité. Il est souvent comparé à La Kallocaïne (1940) de Karin Boye et 1984 (1949) de George Orwell ou encore par la ressemblance dans le traitement des personnages à Auprès de moi toujours de Kazuo Ishiguro.
L'Unité est un roman dystopique de science-fiction féministe présentant une société utilitariste dans lequel les adultes célibataires et sans enfants qui passent l'âge mûr (50 ans pour les femmes et 60 ans pour les hommes) sont considérés comme superflus. Ils sont alors autorisés par l'État à vivre dans le luxe en échange du don de leurs organes, jusqu'à ce que mort s'ensuive. La narratrice de l'histoire, Dorrit  Weger est une femme âgée de 50 ans qui entre de son plein gré dans l'unité, où l'État lui octroie un appartement luxueux et sous surveillance vidéo constante. Les pensionnaires de l'Unité, qui est coupée du reste du monde avec un accès très restreint à Internet sont soumis à une forme de traitement utilitariste coût/bénéfice qui dévalorise toute vie humaine non dédiée à la reproduction biologique. Leurs organes leur sont retirés un à un, mais durant le sursis de vie qui leur est accordé on pourvoie à tous leurs besoins dans un cadre de luxe. Le roman écrit par l'autrice à l'âge de 45 ans questionne la validité d'une vie choisie en dehors des normes sociales de la reproduction et de la famille et aborde les thèmes du validisme et de l'âgisme,,,,. 
En 2010, Ninni Holmqvist reçoit le prix Ludvig Nordström, d'une valeur de 15 000 couronnes suédoises, décerné par la Ludvig Nordström Society.
Ninni Holmqvist a traduit des œuvres de  Jane Aaamund, Natasha Illum Berg, Sara Blædel, Kirsten Hammann, Helle Helle, Iselin C. Hermann, Christina Hesselholdt, Peter Høeg et Ida Jessen du danois, et Adam Thirlwell, Kurt Vonnegut et Xinran de l'anglais danois vers suédois.

## Œuvres

### Romans
- (sv) Något av bestående karaktär. Nordstedts, 1999  (ISBN 978-91-1-300664-2)
- L'Unité, Télémaque, 2011 ((sv) Enhet, Nordstedts, 2006  (ISBN 978-91-1-301612-2)), trad. Carine Bruy, 256 p.  (ISBN 978-2-75330-134-4)Réédition, Le Livre de poche, no 33166, 2013, 336 p. (ISBN 978-2-253-16450-0)

### Recueils de nouvelles
- (sv) Kostym, Nordstedts, 1995  (ISBN 978-91-1-942251-4)
- (sv) Biroller, Nordstedts, 2002  (ISBN 978-91-1-301039-7)